# Atlantirivulus
Atlantirivulus is een geslacht van straalvinnige vissen uit de familie van de killivisjes (Rivulidae).

## Soorten
- Atlantirivulus depressus (Costa, 1991)
- Atlantirivulus haraldsiolii (Berkenkamp, 1984)
- Atlantirivulus janeiroensis (Costa, 1991)
- Atlantirivulus jurubatibensis (Costa, 2008)
- Atlantirivulus lazzarotoi (Costa, 2007)
- Atlantirivulus luelingi (Seegers, 1984)
- Atlantirivulus nudiventris (Costa & Brasil, 1991)
- Atlantirivulus riograndensis (Costa & Lanés, 2009)
- Atlantirivulus santensis (Köhler, 1906)
- Atlantirivulus simplicis (Costa, 2004)
- Atlantirivulus unaensis (Costa & De Luca, 2009)